# Who Is America?
Who is America? is een programma dat Sacha Baron Cohen in 2018 maakte voor de zender Showtime. In deze zevendelige politieke satire gebruikt Baron Cohen zes verschillende typetjes om bekende en minder bekende Amerikanen te interviewen. Baron Cohen had eerder in zijn carrière al een soortgelijke strategie toegepast in Da Ali G Show en diverse films.
Op recensieverzamelwebsite Rotten Tomatoes was 60% van de 55 reviews positief. De consensus was dat Who is America? bij vlagen grappig en zeer relevant was, hoewel sommige recensenten zich afvroegen of de nihilistische aanpak van Baron Cohen de juiste methode was.

## Typetjes
- Erran Morad, een Israëlische anti-terrorisme-expert met eigenaardige methodes
- Dr. Nira Cain-N'Degeocello, een extreemlinkse hoogleraar genderstudies
- Billy Wayne Ruddick Jr., PhD, een extreemrechtse complotdenker en burgerjournalist
- Rick Sherman, een vrijgelaten gevangene die kunst maakt met wat je in een gevangenis vindt
- Gio Monaldo, een steenrijke Italiaanse playboy en modefotograaf
- OMGWhizzBoyOMG!, een Finse youtuber die unboxingvideos maakt tijdens interviews

## Afleveringen
1. "101" (15 juli 2018)
2. "102"	(22 juli 2018)
3. "103"	(29 juli 2018)
4. "104" (5 augustus 2018)
5. "105" (12 augustus 2018)
6. "106" (19 augustus 2018)
7. "107" (26 augustus 2018)

## Typetjes per aflevering
| Typetje                      | "101" | "102" | "103" | "104" | "105" | "106" | "107" |
| ---------------------------- | ----- | ----- | ----- | ----- | ----- | ----- | ----- |
| Erran Morad                  | Ja    | Ja    | Ja    | Ja    | Ja    | Ja    | Ja    |
| Dr. Nira Cain-N'Degeocello   | Ja    | Ja    | Ja    | Ja    |       | Ja    |       |
| Billy Wayne Ruddick Jr., PhD | Ja    | Ja    |       |       | Ja    | Ja    | Ja    |
| Rick Sherman                 | Ja    |       |       |       | Ja    | Ja    |       |
| Gio Monaldo                  |       | Ja    |       | Ja    | Ja    |       | Ja    |
| OMGWhizzBoyOMG               |       |       |       | Ja    | Ja    | Ja    |       |